# Други чеченски рат
Други чеченски рат је започела Русија 26. августа 1999. и у њему су руске федералне снаге у великој мери повратиле контролу над сепаратистичком облашћу Чеченијом.
Други чеченски рат је почео када је Исламска међународна бригада предузела инвазију на Дагестан. Још један узрок рата била су подметања бомби у руским градовима за које је Русија окривила чеченске сепаратисте. Овај поход је поништио исход Првог чеченског рата у ком је ова област добила де факто независност као Ичкерија. Иако су га многи сматрали унутрашњим сукобом у оквиру Руске федерације, рат је к себи привукао велики број муџахедина из страних земаља.
На почетку рата руска војска и проруска чеченска паравојска су се сукобили у отвореном рату са чеченским сепаратистима и освојили чеченски главни град Грозни након зимске опсаде која је трајала од краја 1999. до фебруара наредне године. Русија је увела директну управу над Чеченијом у мају 2000. Чеченски герилци широм Северног Кавказа су наставили да наносе Русима велике губитке још наредних неколико година, док су чеченски терористи извели неколико терористичких напада у самој Русији.

## Позадина
Чеченска Република Ичкерија (ЧРИ) је основана 1991. године непосредно пред распад Совјетског Савеза, када су чеченски националисти на челу са генералом Џохаром Дудајевом свргнули комунистички режим тадашње Чеченско-Ингушке Аутономне Совјетске Републике у оквиру Руске СФСР, те у новембру прогласили независност, како од Савез Совјетских Социјалистичких Република-а, тако и од постсовјетске Русије као државноправне насљеднице РСФСР. Руска влада под предсједником Борисом Јељцином се томе, осим симболички, није настојала супротставити све до 1994. године када је логистички и обавјештајно подржала про-руску опозицију у грађанском рату против Дудајева; та је интервенција убрзо ескалирала у војну инвазију, односно Први чеченски рат. У њему су Чечени, упркос бројчане и техничке инфериорности, успели Русима пружити жесток и дуготрајни отпор те изазвати тако велике губитке да се против рата окренула и сама руска јавност, а на крају и сам Јељцин у ето 1996. пристао на примирје познато као Хасавјуртски споразум, чије су одредбе укључивале повлачење руске војске са територије ЧРИ.
Хасвјуртски споразум је Чеченију учинио де факто независном, с обзиром да је одредио да ће се питање њеног државноправног статуса решити "пре 31. децембра 2001. године".  Неколико месеци након руског повлачења су у фебруару 1997. одржани председнички и парламентарни избори, чије се резултате Русија обавезала признати. За место председника су се борили генерал Аслан Масхадов, прослављени ратни заповедник, који је настојао наставити политику у рату убијеног Дудајева, а према коме је ЧРИ требало да буде секуларна национална држава по узору на Турску и ослоњена на западни свет; томе су се, пак, с друге стране, супротстављали конзервативни исламисти на челу са дотадашњим в.д. предсједника Зелимханом Јандарбијевим, а још више ратни заповедници попут Шамила Басајева који су, под утицајем добровољаца из арапског света прихватили вахабизам те настојали поратну Чеченију обликовати по стриктном тумачењу ислама. Масхадов је победио на изборима те је 12. маја 1997. у Москви потписао Руско-чеченски мировни споразум којим су се обе стране обавезале међусобне односе регулирати "по начелима међународног права", а што је са чеченске стране протумачено као руско имплицитно признање независности.
С друге стране, независност ЧРИ никада није било експлицитно призната у свијету (с изузетком Авганистана под талибанском влашћу). Масхадовљева влада се брзо суочила с озбиљним економским и другим проблемима узрокованим ратним разарањима, укључујући 40% становништва у избеглиштву. Русија је, темељом Московског споразума, наставила финансирати школе, болнице и другу јавну инфраструктуру, односно исплаћивати пензије грађанима ЧРИ, а такође се обавезала финансирати и пројекте обнову. Међутим, с обзиром да се и сама Русија налазила у економској кризи узрокованој посткомунистичке транзиције, исплата тих средстава је била нередовита и неадекватна; као надомјестак су се појавиле приватне иницијативе руских олигарха попут Бориса Березовског. Од њих је, међутим, становништво Чеченије имало мало користи и верује се да је завршило у џеповима локалних господара рата, те послужило за прање новца, подмићивање и разне облике организованог криминала. Победа у рату и одлазак руског непријатеља је, пак, окончао дотадашње јединство међу Чеченима, односно обновио традиционалне размирице међу чеченским клановима, које су добиле и политичку и идеолошку компоненту. Део чеченских ратних вођа, попут Салмана Радујева, пак, никада нису прихватили мир са Русијом, односно инсистирали су на наставку сукоба.
Погоршању ситуације у Чеченији је, с временом, допринело и то што се велики део становништва, суочен с потпуним колапсом економије, окренуо криминалу као традиционалном средству за решавање егзистенцијалних питања. Осим крађе и кријумчарења нафте, посебно су популарне постале отмице у сврху наплаћивања откупнине, а чије су жртве, осим Чечена, постајали и други руски држављани, па и страни хуманитарни активисти, дипломате те стручњаци које је Масхадов позвао како би му помогли у обнови земље. Најпознатији и најконтроверзнији такав случај је била отмица инжењера Гренџер телекома у јесен 1998. године, која је завршила погубљењем талаца видео-камером и на дужи рок зауставило планове о западним инвестицијама. Чеченија је с временом почела тонути y хаос и анархију.  Масхадовљеви покушаји да својим ауторитетом заведе ред и мир, који су укључивали проглашење ванредног стања 22. јуна 1998. године, нису уродили плодом; Масхадова су радикали и вахабити оптуживали за "мекани" став према Русији, а под њиховим притиском је у новембру 1998. године преименовао државу у Исламску Републику Ичкерију и службено увео шеријатско право.
Међутим, ни ти уступци нису спречили да се Масхадовљева власт ограничи на подручје Грозног, док су остатак земље контролисали локални господари рата и њихове милиције, од којих су неке подржавале, а неке, попут оних под водством Сулима Јандарбијева, биле у отвореном сукобу са вахабитима. Насиље у Чеченији је нову ескалацију добило 5. марта 1999. када су на аеродрому Грозни непознати нападачи отели Генадија Шпигуна, службеног представника руског Министарства унутрашњих послова у Чеченији. Према сведочењу Сергеја Степашина, тадашњег министра унутрашњих послова, управо је тај догађај подстакао Јељцинову владу да почне планирати нову инвазију.

### Инвазија Дагестана
Због антируског става владе, хиљаде про-руско оријентисаних особа морало је да напусти Чеченију како би се заштитило од дискриминације. Након три године мира, напетости су поновно досeгле критичну тачку. 1998, Руска Федерација је доживела финансијски колапс. Низали су се штрајкови, а у једном су радници у рудницима чак блокирали Транссибирску жељезницу како би натерали државу да им исплати плате. Инфлација рубља и пад цијена нафте на тржишту нагнало је владу да затражи споразум са Међународним монетарним фондом. Руски председник Борис Јељцин је стога постајао све непопуларнији. Како би показао да не занемарује регионалне проблеме, 19.4. је објавио да ће се састати са чеченским председником Масхадовом, али је упозорио да "република не може живети у Русији без Русије". 7.4., управник Ставропољског краја је наредио затварање 113 км дуге границе са Чеченијом. Оно што је потакнуло такву меру је убиство четворо полицајца у Ставропољу, наводно од чеченских криминалаца. Руски премијер Сергеј Степашин је изјавио да ће "граница бити запечаћена за гангстере, не за цивиле. То ће постати ратна зона". Руско-чеченски погранични проблеми су довели до промене односа који су нагињали према војној конфронтацији, а не према сарадњи како би се разрешили проблеми. Степашинова реторика и мјере су биле још један показатељ да Москва припрема нови рат у Чеченији.
Почетком 1998, вахабистичке скупине су прогласиле независну исламску републику на подручју западног Дагестана, а оружје и муниција им је почела стизати из суседне Чеченије ради "ослобођења Дагестана".  Чеченски и дагестански вахабисти су се ујединили, а у 4. месецу 1999, Багаудин Магомедов, "Емир исламског џемата Дагестана", је позвао на Џихад и "ослобођење Дагестана и Кавказа од руског колонијалног обруча". 7.8. 1999, око 2.000 чеченских бораца, које је водио Шамил Басајев, је прешло у суседни Дагестан како би дали подршку исламским радикалима који су такође тражили независност од Русије. Ови борци, звани Исламска међународна бригада (ИМБ), су такође позивали све муслимане да се уједине против Русије у светом рату. Међутим, Дагестанци им нису били благонаклони јер су сматрали да је та инвазија заправо облик "чеченских територијалних претензија" на Дагестан, док су Чечени сматрали да су Дагестанци "издајице" јер им се нису придружили у борби за заједничку независност од Русије. Као одговор, руске снаге су покренуле војну операцију у којој су након неколико седмица тешких борби протерали побуњенике натраг у Чеченију.
Бомбашки напади на руске станове, четири експлозије бомби подметнутих у стамбене зграде у руским градовима Бујнакск, Москва и Волгодонск, су између 4. и 16. септембра 1999. изазвале смрт око 300 особа. Нови руски премијер Владимир Путин свалио је кривицу на чеченске борце, па је то узео као повод за други рат са Чеченијом. Ипак, чеченске власти су негирале да су имале икакве везе с тим терористичким чином. Напади исламских милитаната на цивиле нису преседан, али недостатак чврстих доказа о повезаности чеченских бораца са овим бомбашким нападима довели су до разних нагађања у руским медијима о могућој повезаности руских тајних служби у нападу како би послужио као изговор за војну интервенцију. Уз то, постоје и теорије да је Борис Березовски финансирао инвазију Дагестана и искористио везе са тајним службама како би организовао отмицу руских функционера, међу којима је био и генерал Генадиј Шпигун, на аеродрому у Грозном, што би послужило као "само-нанесена криза" и довела до новог руско-чеченског рата.

## Прва фаза рата

### Руска војска улази у Чеченију
Други оружани сукоб у Чеченији је започео само неколико недеља након што је Путин заузео позицију руског премијера. Москва је тврдила да се ради о "антитерористичкој операцији" чији је циљ "ликвидирати терористичке групе које су нашле уточиште у Чеченији". Како су руске снаге почеле улазити у ту републику, чеченски председник Аслан Масхадов је позвао на преговоре како би се криза решила мирним путем, али је то одбила Москва. 30.9. започет је масовни копнени напад на северну Чеченију, који је имао више успеха јер је овог пута мобилизовано 90.000 војника, двоструко више у поређењу са 35.000 колико их се борило у Првом чеченском рату. Чеченски борци су с друге стране имали тек око 26.000 бораца. Масхадов је позвао све фракције на уједињену борбу против руске инвазије, али су забележени знакови разједињености у водству јер су неки милитанти тражили "пакт о ненападању" са руским војницима. Хаос и насиље током три године независности Чеченије нагнао је неке да радије подупру Русију у нади да ће им она осигурати ред и стабилност. Међу њима је био и Ахмед Кадиров, који се борио на чеченској страни у првом рату, само да би прешао на руску страну 1999. те касније постао први председник проруске владе. Његови мотиви су наводно дубоко неслагање са јачањем вахабистичког покрета у земљи, као и брига о лошем стању чеченског друштва током Масхадове владавине. Сматра се да су неке руске војне операције олакшали проруски чеченски сарадници унутар саме Чеченије. Истовремено, у Москви су мештани чеченског порекла подвргнути шиканирању и привођењу од стране полиције.
15.9., око 15.000 људи се окупило у Грозном како би протестовали против руске инвазије и позвали међународну заједницу да заустави даљу агресију. Новинарима и независним посматрачима није био службено дозвољен пролаз у ратну зону путем руских граничних стражара. Руска влада је навела да је то ради њихове властите заштите. Оним уловљеним странцима који су прошли, руски војници су одузимали видео или фотографске материјале. Поједини страни новинари добили су пропуст уз пратњу руских војника, али им није дозвољен приступ ратишту. 7.10., руски борбени авиони су бомбардовали село Елистанжи, при чему је погинуло 48 цивила док је преко 100 особа рањено. Међу мртвима је била и 18-годишња жена у шестом месецу трудноће. Бомбардовање се одиграло док су становници села купили кромпир и кукуруз на пољу како би преживели.
21. октобра, око 17:00 сати, бомбардована је средишња пијаца у Грозном, џамија и једино породилиште које је радило у граду. Најмање 137 цивила је погинуло, а 400 је рањено. Међу мртвима је било и 13. мајки и 15 беба у болници, те 41 особа које се окупило на молитви. Једна жена је изгубила ногу и руку када ју је погодио шрапнел у аутобусу. Међу жртвама је било и Руса. Приликом стизања вести о овом нападу, руске власти су контрадикторно реаговале: првобитно су изјавили да су "чеченски борци сами узроковали експлозију на пијаци" а затим су потврдили да су они напали пијацу, али да се тамо "продавало оружје и експлозиви, и да су исти уништени у специјалној операцији".
До краја октобра, руски војници су већ контролисали трећину Чеченије. Првобитни руски план о "уништењу терориста" ускоро је проширен на стварање "сигурносне зоне" северно од реке Терек. До новембра постало је очито да руско напредовање има и још шири циљ, када је војска прешла Терек и кренула на чеченски главни град Грозни. Непознато је да ли је ово био првобитни циљ војне операције или је војска наставила поход након подршке руског становништва. Руски војни врх можда је хтео и освету због пораза у првом рату са Чеченима из 1996, и промену светског мишљења о "пропадању руске војске". Значајну улогу је можда играла и локација чеченске нафтне инфраструктуре око Грозног у подручјима које су контролисали побуњеници. Постоје назнаке да су руски заповедници научили из грешака првог рата те одлучили умањити губитке на својој страни тако што су артиљеријом и борбеним авионима нападали побуњеничка подручја, те би то искористили да смање подршку становништва побуњеницима тако што су им обећавали да ће поштедети њихова насеља ако чеченски борци оду или се предају. Забрана приступа ратној зони смањила је доток страних новинара.

### Офанзива на средиште републике
Како се руска војска приближавала Грозном, чеченски отпор је растао и постајао жилавији. Ипак, други највећи чеченски град, Гудермес, пао је 12. новембра 1999, а након њега Аргун, источно од Грозног. Ипак, Аргун није пао а да није са собом понио и значајан број руса: према службеним подацима, најмање 450 војника је погинуло у опсади града, иако је можда број жртава и двоструко већи. Почетком новембра, значајан број чеченских бораца био је присутан у Алкан-Јурту, како би отвореним држао руту која води из Грозног. Нанијели су тешке губитке руским снагама, убивши 70 руских војника прије него што су напустили село. Руске снаге су бомбардовале то село те потом ушли у њега 1. децембра. Привремено су протјерали стотине мјештана. При томе се догодио масакр у Алкан-Јурту у којем је убијено најмање 18 цивила, а руске снаге су идуће две недеље пљачкали и палили село, вршили силовања док су једном мјештанину одсјекли главу.
14.12. руски војници су ушли у Шали. Након што је 7.12. пао и Урус Мартан, руска војска је опколила Грозни те га ставила под блокаду. Већ 6.12., Грозни је био без струје, питке воде и гријања најмање мјесец дана. Међународни одбор Црвеног крста поставио је пумпу која је снабдјевала 20.000 становника питком водом. То је постао једини извор воде за многе четврти града, па чак и за оближња села, гдје се вода превозила камионима. Војска је бацила летке у којима је позвала све грађане да напусте град коридором кроз село Первомајскоје до 11.12. Грађане који нису хтјели напустити град су упозорили да ће их сматрати "терористима и бандитима" те да ће бити "војна мета". Запад је критиковао Кремљ због таквих тактика.
Упркос ултиматуму, око 20.000 грађана је остало у Грозном. Средином децембра, забиљежене су борбе на сјеверу и истоку града, а руски заповједници су најавили да ће град пасти за неколико дана. Ипак, те су тврдње биле преурањене: у наизглед понављању догађаја из 1995, у једној засједи је нападнута и уништена колона руских оклопних возила у средишту Грозног, при чему је око 100 војника погинуло. Главни напад на град започео је 25. децембра, али је убрзо остао заглављен због жилавог отпора. Број жртава на руској страни је драматично порастао, а чеченски борци су ипак задржали контролу над средиштем града. До средине јануара 2000, руски напад је изгубио замах па је услиједио прекид борби. Руски заповједници су изјавили да је пауза успостављена како би се обиљежио руски православни Божић и крај Рамазана.
Изненадна оставка руског предсједника Бориса Јељцина 31. децембра 1999. имала је мало дугорочног учинка на развој рата. Нови замјеник предсједника, Владимир Путин, који је од почетка играо кључну улогу, отпутовао је за Нову годину у Чеченију и изјавио да ће се офанзива наставити. У говору је изјавио како се у рату војници "не боре само за крај тероризма, већ и за крај дезинтеграције Русије". Генерали Владимир Шаманов и Генадиј Трошев су потом смијењени са позиције вођења операције.

### Чеченска противофанзива
9.1. 2000. забиљежени су напади иза линија ратишта која су држали руски војници, пошто су чеченски борци успјели пробити се тајно иза Аргуна, Гудермеса и Шалија. Тиме су поновили тактику која се испоставила успјешном већ у првом рату. Напали су и потом побјегли прије него што су руски војници успјели реаговати. Ови противнапади су указали на крхку природу руске контроле иза линије ратишта: слабо обучени војници и снаге министарства одбране нису били способни војно контролисати подручја након мрака или лошег времена, чиме су дозволили чеченским борцима да им се прикраду. Као и током првог рата, и овдје је дошло до потешкоћа одвајања цивила од војника због тога што су чеченски борци били брзи у кретању изван и унутар линије ратишта. Руски команданти су зато прогласили промјену тактика и прогласили да све чеченске мушкарце између 10 и 60 година морају привести како би провјерили имају ли везе са борцима. Руско Министарство унутрашњих послова је навело да је "ухапсило преко 10.000 осумњичених Чечена", од којих је велики број завршио у разним заробљеничким центрима, посебно у заробљеничком центру Чернокозово, у којем су забиљежена мучења и окрутно поступање.